# Gustave Dautez
Gustave Dautez ( 1826 - 1898) fue un botánico francés, que estudioso de la flora de Gibraltar.

## Obra
- 1889. Synopsis de la flore de Gibraltar. Con Jean Odon Debeaux. Ed. F. Savy, 261 pp.

- 1886. Photographic view album of Gibraltar. Ed. R. Beanland

- La abreviatura «Dautez» se emplea para indicar a Gustave Dautez como autoridad en la descripción y clasificación científica de los vegetales.[2]